# Tumba de la Hija del Faraón

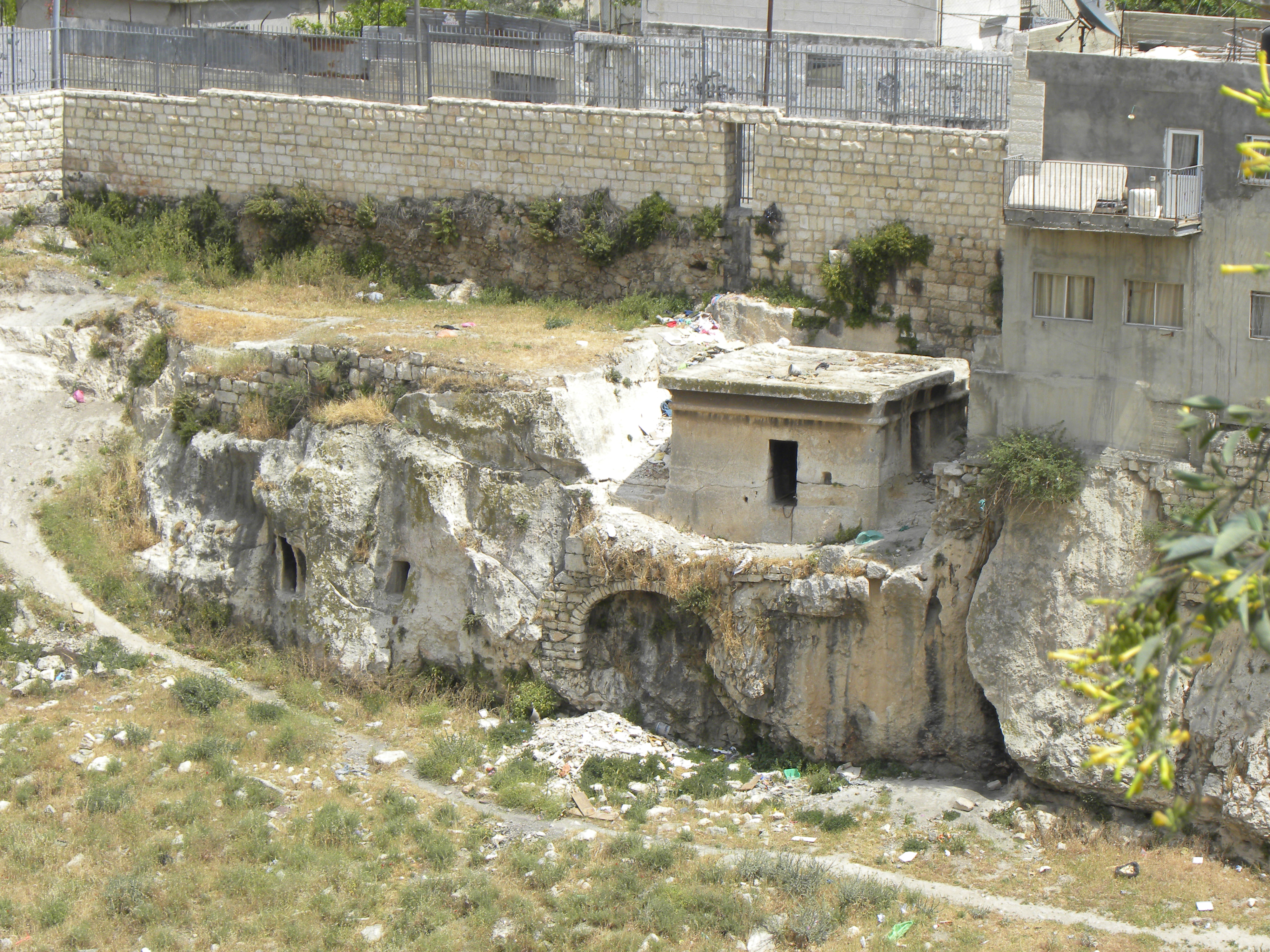
Imagen actual de la tumba desde una colina cercana.

La tumba de la Hija del Faraón, más recientemente conocida como el monolito de Silwan, es una tumba rupestre de Jerusalén, datada del período del Reino de Judá, siendo una de las más completas de su tipo de la época del Templo de Salomón. Está clasificada en el registro de monumentos arqueológicos de la Autoridad de Antigüedades de Israel como parte del conjunto de monumentos funerarios rupestres de la Ciudad Santa, que incluye tumbas y estelas desde el siglo IX a. C. hasta el siglo I (fin del período del Segundo Templo). El nombre del monumento se debe a una tradición que lo relacionaba con la mujer del rey Salomón, sustentada por su arquitectura original, y no indica que este lugar fuera en realidad la tumba de una princesa egipcia.

## Descripción
El monumento se encuentra en el valle de Cedrón, al este del parque nacional de la Ciudad de David. Se trata de una estructura ortoédrica, de unos 5,5 x 6 metros y una altura es de casi 4 metros, carente de elementos decorativos exteriores y con una sola entrada. Se sabe que anteriormente estaba rematada con una destacada cubierta piramidal, que siglos después fue destruida por los romanos, quienes la utilizaron —como tantos otros edificios— como fuente de piedra labrada para sus proyectos urbanísticos (es posible que durante la construcción de la Aelia Capitolina). Habiendo sido excavada en la roca en su totalidad (sin la aportación de materiales externos), es una de muy pocas tumbas rupestres que no es una cueva funeraria, sino una estructura propia (única de su entorno, siempre y cuando se considere a la tumba de Zacarías y la tumba de Absalón estelas, y no tumbas propias).
Actualmente, el remate de la estructura consta de una cornisa, que habría sido la base de la cubierta piramidal; ambos elementos son una clara muestra del empleo de la arquitectura egipcia antigua, cuya influencia no es poco habitual en edificaciones de la zona. El espacio interior que forma la cámara funeraria es notablemente más reducido que la superficie exterior del edificio, resultando en unas paredes muy gruesas, de forma parecida a ciertas tumbas del Antiguo Egipto. Tanto es así, que en el pasadizo que conecta la entrada con el interior cabe espacio para un pequeño vestíbulo. La sala de sepultura presenta una forma cuadrada con un techo interno a dos aguas. Esta forma, como también la existencia del vestíbulo, son una excepción entre las antiguas estructuras funerarias de la región.
El interior del edificio contiene un solo banco de piedra, tallado de la base de la roca, encima del cual descansaba un sarcófago diseñado especialmente para encajar con la estructura. Las dimensiones de la cámara y la existencia de un solo mueble de sepultura indican que el lugar fue diseñado para acoger los restos de una sola persona. El uso de un sarcófago es otra rareza y otra muestra de la influencia cultural egipcia.

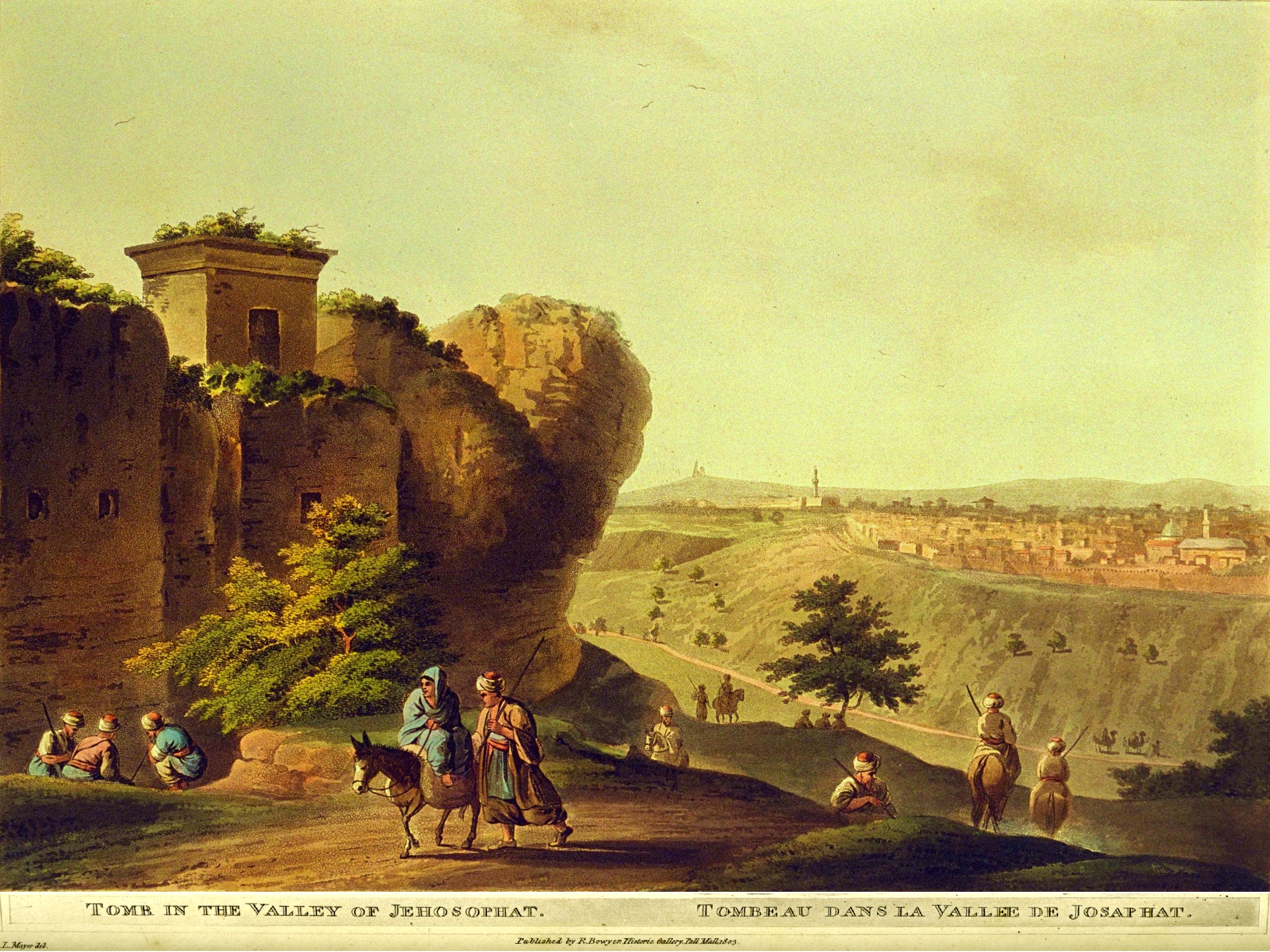
La tumba del valle de Josafat, de la colección Vistas de Palestina de Luigi Mayer (1801).

Originalmente, hubo una inscripción directamente por encima de la entada, pero esta fue destruida durante la Edad Media, cuando monjes bizantinos (probablemente ermitaños) que ocupaban el edificio lo convirtieron en su residencia. Para adaptar el espacio a sus necesidades, realizaron una ampliación vertical del piso inferior y convirtieron la abertura de entrada en una puerta más apta para el frecuente paso de personas. Del texto de la inscripción solo quedan dos letras de alfabeto fenicio o paleohebreo, difícilmente reconocibles, que han dado pie a varias interpretaciones.

### Estudio, nombre y datación

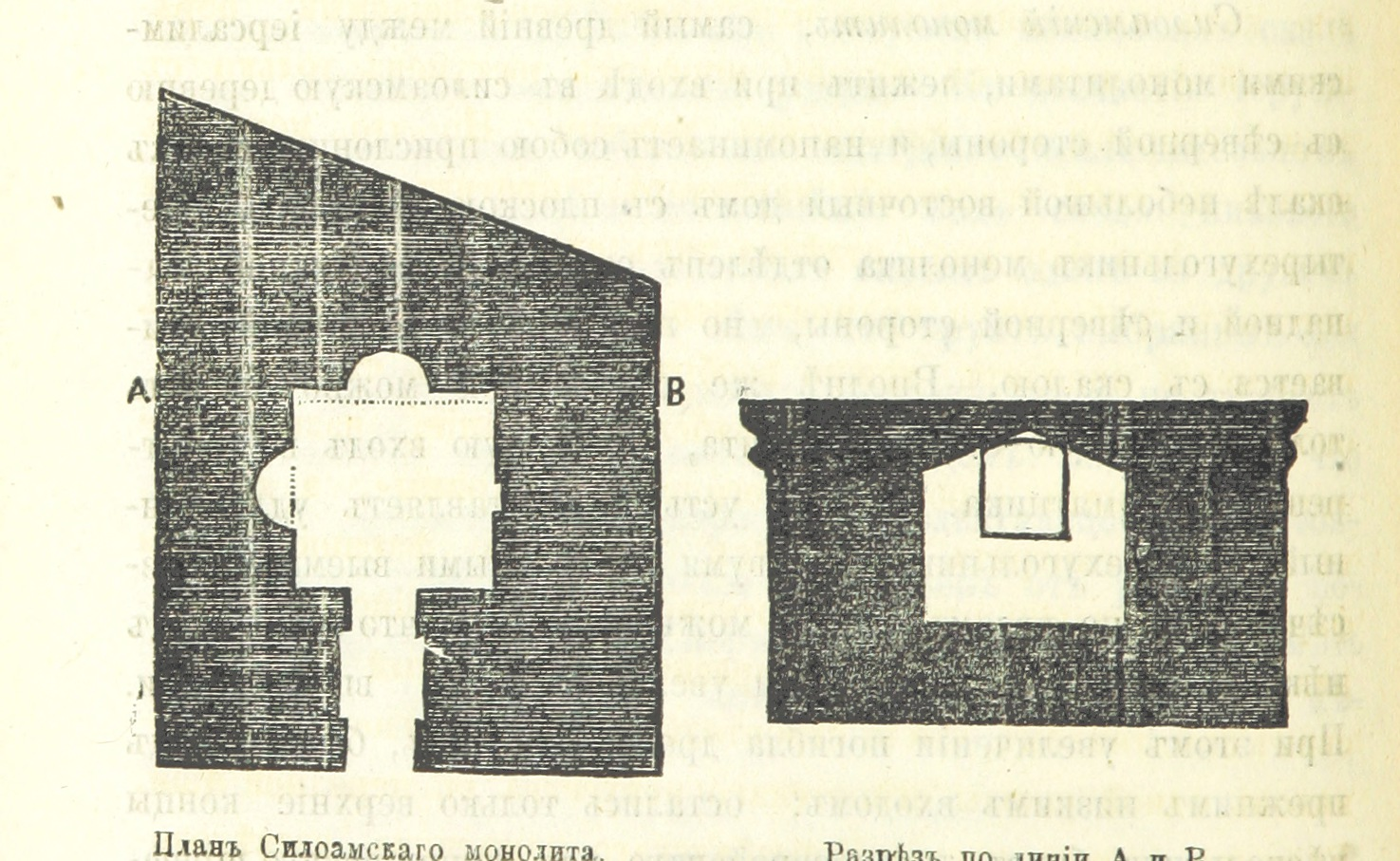
Esbozo del interior de la tumba (derecha); página del diario Tierra Santa. Informe sobre un viaje de negocios a Palestina y países vecinos (1873-1874). Autor: Akim Olesnitsky.

El nombre «tumba de la Hija del Faraón» aparece por primera vez en los escritos del arqueólogo francés del siglo XIX Félicien de Saulcy, quien, buscando el mausoleo que, según la Biblia, el rey Salomón había erigido como lugar de sepultura de su esposa egipcia, descubrió el monumento en una de sus excavaciones al este del Monte del Templo. Las particularidades del lugar, con una mayor influencia de la arquitectura egipcia que en otras estructuras del entorno, le llevaron a proponer que este podría ser el citado sepulcro.
Durante la Edad Moderna y hasta el XIX, pocos peregrinos se acercaron a la estructura, probablemente debido a la mala fama que tenían los lugareños en este período; también fue el motivo por el que otros arqueólogos evitaron estudiar la tumba. El propio Saulcy expresó su asombro (y a la vez su gratitud) porque tal «importante estructura de la Antigüedad» no fuera documentada ni estudiada antes de que él la descubriera. Aunque la tumba sí aparece en los escritos del obispo irlandés Richard Pococke, quien en un texto de 1738 proporciona datos sobre la estructura y su cornisa egipcia, o en un dibujo realizado en 1801 por el pintor germano-italiano Luigi Meyer (importante artista del período otomano), que forma parte de su colección Pinturas de Tierra Santa, lo cierto es que Saulcy fue el primer arqueólogo en investigar la estructura científicamente.
Tras la victoria israelí en la guerra de los Seis Días, el lugar fue limpiado y documentado tras años de negligencia, en los que había llegado incluso a servir como un vertedero local. Los restos del tejado piramidal fueron descubiertos por Najman Avigad, quien fechó el monumento entre los siglos IX a. C. y VII a. C., por lo que consideraba imposible que fuera mandado a construir por Salomón (quien vivió en el siglo X a. C.). Si bien, aunque la tumba fue estudiada a fondo por algunos de los más destacados arqueólogos bíblicos israelíes (como el propio Avigad, David Ussishkin o Gabriel Barkai), una datación exacta ha resultado difícil por la falta de datos que permitieran sacar conclusiones definitivas. Se ha llegado a proponer fechas tan dispersas como el siglo X a. C. (un siglo antes de la estimación de Avigad, lo cual la ubicaría en tiempos de la vida de Salomón) hasta pleno período del Segundo Templo (es decir, después del retorno del cautiverio de Babilonia); no obstante, la interpretación de Avigad sigue siendo la más aceptada.